# PH1 b
PH1 b (pour Planet Hunters 1 b) ou Kepler-64 b, est une planète extrasolaire circumbinaire appartenant au système quadruple d'étoiles Kepler-64 (PH1).

## Découverte
PH1 b a été découverte par deux astronomes amateurs américains, Kian J. Jek, de San Francisco (Californie), et Robert G. Gagliano, de Cottonwood (Arizona), dans le cadre du Planet Hunters (en), le projet de sciences citoyennes créé par l'Américaine Debra Fischer, professeure d'astronomie à l'université Yale.
Sa découverte a été annoncée par le Planet Hunters le 15 octobre 2012.
PH1 b a été découverte indépendamment par une équipe internationale composée de Veselin B. Kostov,  Peter R. McCullough, Tobias C. Hinse, Zlatan I. Tsvetanov, Guillaume Hébrard, Rodrigo F. Díaz, Magali Deleuil et Jeff A. Valenti.

## Caractéristiques orbitales
PH1 b est une planète circumbinaire qui parcourt son orbite en un peu moins de 138 jours et demi (138,317+0,040−0,027 d), autour du barycentre de Kepler-64 A, une étoile binaire à éclipses composée de deux étoiles naines :
- l'étoile principale, Kepler-64 Aa, de 1,5 masse solaire (1,528 ± 0,087 M⊙[1]) pour un rayon de 1,7 rayon solaire (1,734 ± 0,044 R⊙[1]) et de type F[1], probable naine jaune-blanc ;
- l'étoile secondaire, Kepler-64 Ab, de 0,4 masse solaire (0,408 ± 0,024 M⊙[1]) pour un rayon de 1,4 rayon solaire (0,378 ± 0,023 R⊙[1]) et de type M[1], probable naine rouge.

L'orbite circumbinaire de PH1 b est elliptique. Son demi-grand axe (a) est de 0,652 ± 0,012 ua. Avec une excentricité (e) de 0,070 2+0,002 9−0,003 9, elle est presque circulaire.
Le plan de l'orbite circumbinaire de PH1 b est incliné (i) de 2,619 ± 0,057° par rapport à celui de Kepler-64 A. L'argument du périastre (ω) est de 341,88+0,97
 −0,70°.
L'âge du système planétaire de Kepler-64 A est estimé à deux milliards d'années (~2 × 109 a).
Kepler-64 A appartient au système quadruple Kepler-64 dont l'autre composante est Kepler-64 B, une étoile binaire visuelle située à environ mille unités astronomiques (~1×103 ua) de Kepler-64 A.
Kepler-64 B est composée de deux autres étoiles naines :
- l'étoile principale, Kepler-64 Ba, de 0,99 masse solaire et de type G2[1], probable naine jaune ;
- l'étoile secondaire, Kepler-64 Bb, de 0,51 masse solaire et de type M2[1], probable naine rouge.

Le système quadruple Kepler-64 est situé à environ 5 000 années-lumière de la Terre, dans la constellation du Cygne, à 19h 52m 51,624s d'ascension droite et +39° 57′ 18,36″ de déclinaison.

## Caractéristiques physiques
Avec une masse de 20 à 50 masses terrestres (20-50 M♁ ≈ 0,08-0,14 MJ) pour un rayon d'environ 6 rayons terrestres (6,18 ± 0,17 R♁), PH1 b serait une planète géante gazeuse.
En considérant un albédo de Bond de 0,3, sa température est estimée à 463-498 K.